# Real Sociedad de Fútbol
A Real Sociedad de Fútbol, comumente referida como Real Sociedad, é um clube de futebol profissional espanhol localizado em San Sebastián, País Basco. Compete na La Liga, a primeira divisão do sistema de ligas da Espanha. O seu mando de campo é exercido no Estádio Anoeta ("Reale Arena" por questões de patrocínio), com capacidade para 39.500 pessoas.
Fundado em 1909 como Unión Ciclista de San Sebastián e com quase 30.000 sócios, atualmente joga na Primeira Divisão Espanhola. Antes do seu nome atual, os nomes do clube eram Unión Ciclista de San Sebastián, Real Sociedad de Foot-ball e Donostia Futebol Clube.
É um dos nove clubes que já se sagraram campeões espanhóis, um dos seis com pelo menos dois títulos, o seu número de conquistas, ostentando ainda três títulos da Copa Del Rey, o último deles na Temporada 2019-20, e uma Supercopa da Espanha, sendo esses seis os seus títulos mais importantes. Vice-campeão espanhol em três ocasiões: 1979–80, 1987–88 e 2002–03.

## Clássico e orgulho bascos
O seu maior rival é o Athletic Bilbao, com quem faz o Dérbi basco, tendo a Real Sociedad vencido aquele que foi apontado como o maior duelo da história entre esses dois clubes, a final da Copa del Rey de 2019–20.
Embora o rival seja famoso por uma política de restringir-se a nativos ou criados no País Basco, ou ainda a estrangeiros de origens bascas, quem inicialmente adotava tal medida era a Real, embora ela própria também fosse aberta a estrangeiros em seus primórdios - com os britânicos McGuinness e C.F. Simmons participando da primeira partida oficial do clube de San Sebastián. Simmons posteriormente também jogaria no Athletic, em 1909. Britânicos eram especialmente comuns no rival, partindo da Real a pressão para priorizar-se jogadores locais, política adotada a partir da década de 1910 pelo time de Bilbao.
 

Ao longo do século XX, a maioria dos estrangeiros nos alviazuis tendiam a ser descendentes de bascos e/ou criados nas províncias bascas, muitos deles vindo a ser admitidos na própria seleção espanhola por serem considerados cidadãos espanhóis via ancestralidade; já na década de 1920, isso se deu com Eduardo Arbide, nascido na Argentina e que atuou uma vez pela Espanha; e com Marcelino Gálatas, vindo das Filipinas e igualmente utilizado em um jogo pela Espanha, em 1927, e que viria a jogar no próprio Athletic também. Roberto López Ufarte (nascido no Marrocos) e Vicente Biurrun (no Brasil) foram colegas donostiarras no início da década de 1980, recebendo ambos chamados da seleção espanhola. Biurrun, inclusive, foi outro a também jogar pelo Athletic, assim como Loren - espanhol nativo da província não-basca de Burgos, mas admitido nos dois clubes por ter crescido desde a infância no País Basco e assimilar-se à região.

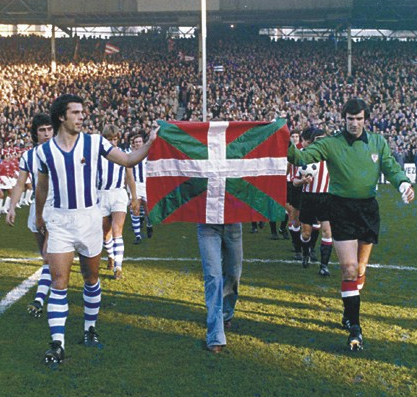
O famoso dérbi basco em 1976 que serviu para legalizar novamente a bandeira do País Basco.

O clássico já foi palco de uma das primeiras manifestações livres de nacionalismo basco após o franquismo: em 1976, partiu da Real a ideia de as duas equipes entrarem juntas empunhando uma bandeira do País Basco. Semanas depois, a bandeira, ainda muito relacionada ao grupo terrorista ETA, pôde ser legalizada, após quarenta anos de proibição. O clássico também ficou histórico nas estatísticas por render a maior goleada dos alviazuis sobre o Athletic, vencido por 5-0.
Pelo restante da maior parte do século XX, os poucos estrangeiros não-bascos da Real Sociedad foram pontuais e sem maiores relevâncias - casos do inglês Henry Lowe, treinador que foi improvisado como jogador em uma partida em 1937 devido a um surto de doença a desfalcar o elenco; do italiano Aridex Calligaris, de duas partidas em 1940; e do sueco Agne Simonsson na temporada 1961-62, este como contrapeso no negócio do goleiro José Araquistáin ao Real Madrid. Em 1989, o clube optou por abrir-se livremente a estrangeiros, a ponto do irlandês John Aldridge, contratado naquele ano, costumar ser visto precisamente como o primeiro deles. Logo, diversos outros passaram a comumente reforçar a Real, a exemplo do russo Valeriy Karpin, do bósnio Meho Kodro, do turco Nihat Kahveci, do sérvio Darko Kovačević e do francês Antoine Griezmann, embora o clube seguisse restrito a bascos para fins de jogadores espanhóis. Desde 2002, contudo, também essa restrição foi abandonada.

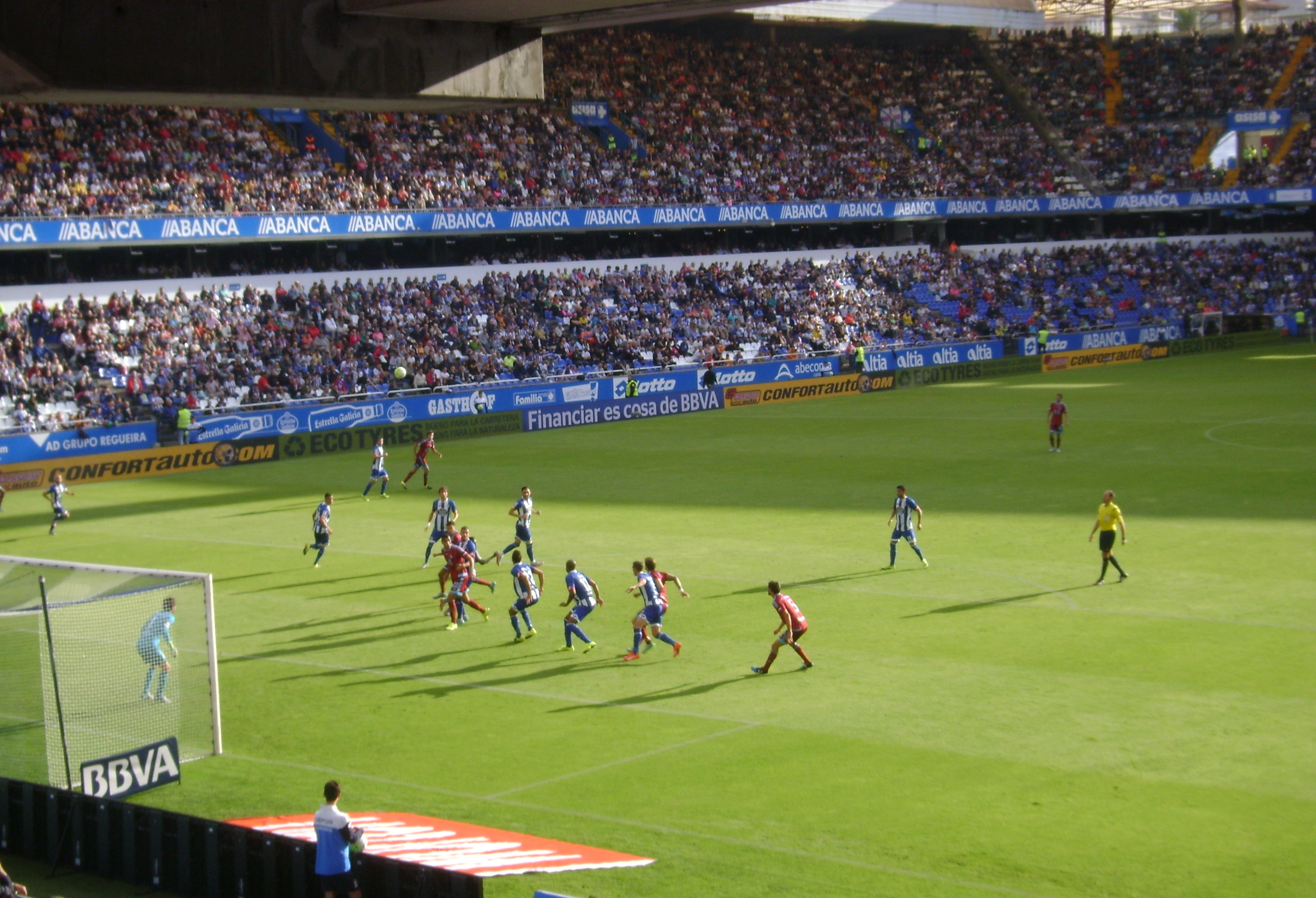
Deportivo de La Coruña vs. Real Sociedad.

A abertura não deixou de causar polêmica no sentido de perda de identidade. O dérbi, contudo, costuma ser pacífico entre as torcidas, com as rixas tendendo a se concentrar sobretudo entre os dirigentes, com queixas na Real quanto à sensação de agressivo aliciamento da parte do Athletic a jogadores ou potenciais jogadores alviazuis bascos, tornando-se especialmente famosa a polêmica da negociação por Joseba Etxeberria de um a outro. Ion Andoni Goikoetxea, Borja Viguera, Mikel Balenziaga, Gorka Elustondo, Iñigo Martínez, Yuri Berchiche e Kenan Kodro (filho de Meho e nascido em San Sebastián enquanto o pai defendia os txuri-urdin, tendo optado por defender a mesma seleção bósnia dele) também passaram pelos dois rivais.

## Estádio
O Estádio Municipal de Anoeta é um estádio de futebol, localizado e de propriedade do município de San Sebastián, na comunidade do País Basco, Espanha.
O Real Sociedad disputa os seus jogos com mando de campo nesse estádio, que é parte integrante do Complexo Esportivo de Anoeta.

## Títulos
| NACIONAIS  | NACIONAIS                                    | NACIONAIS | NACIONAIS                                    |
|            | Competição                                   | Títulos   | Temporadas                                   |
| ---------- | -------------------------------------------- | --------- | -------------------------------------------- |
|            | Campeonato Espanhol                          | 2         | 1980-81 e 1981-82                            |
|            | Copa do Rei                                  | 3         | 1909, 1986-87 e 2019-20                      |
|            | Supercopa da Espanha                         | 1         | 1982                                         |
| semmdolura | Campeonato Espanhol - 2ª Divisão             | 3         | 1948-49, 1966-67 e 2009-10                   |
| REGIONAIS  |                                              |           |                                              |
|            | Competição                                   | Títulos   | Temporadas                                   |
|            | Campeonato Regional de Guipúzcoa             | 5         | 1918-19, 1922-23, 1924-25, 1926-27 e 1928-29 |
|            | Campeonato Regional Mancomunado de Guipúzcoa | 2         | 1931-32 e 1932-33                            |
| TOTAL      |                                              |           |                                              |
|            | Conquistas                                   | Títulos   | Categorias                                   |
|            | Títulos oficiais                             | 16        | 9 Nacionais e 7 Regionais                    |

Torneios amistosos

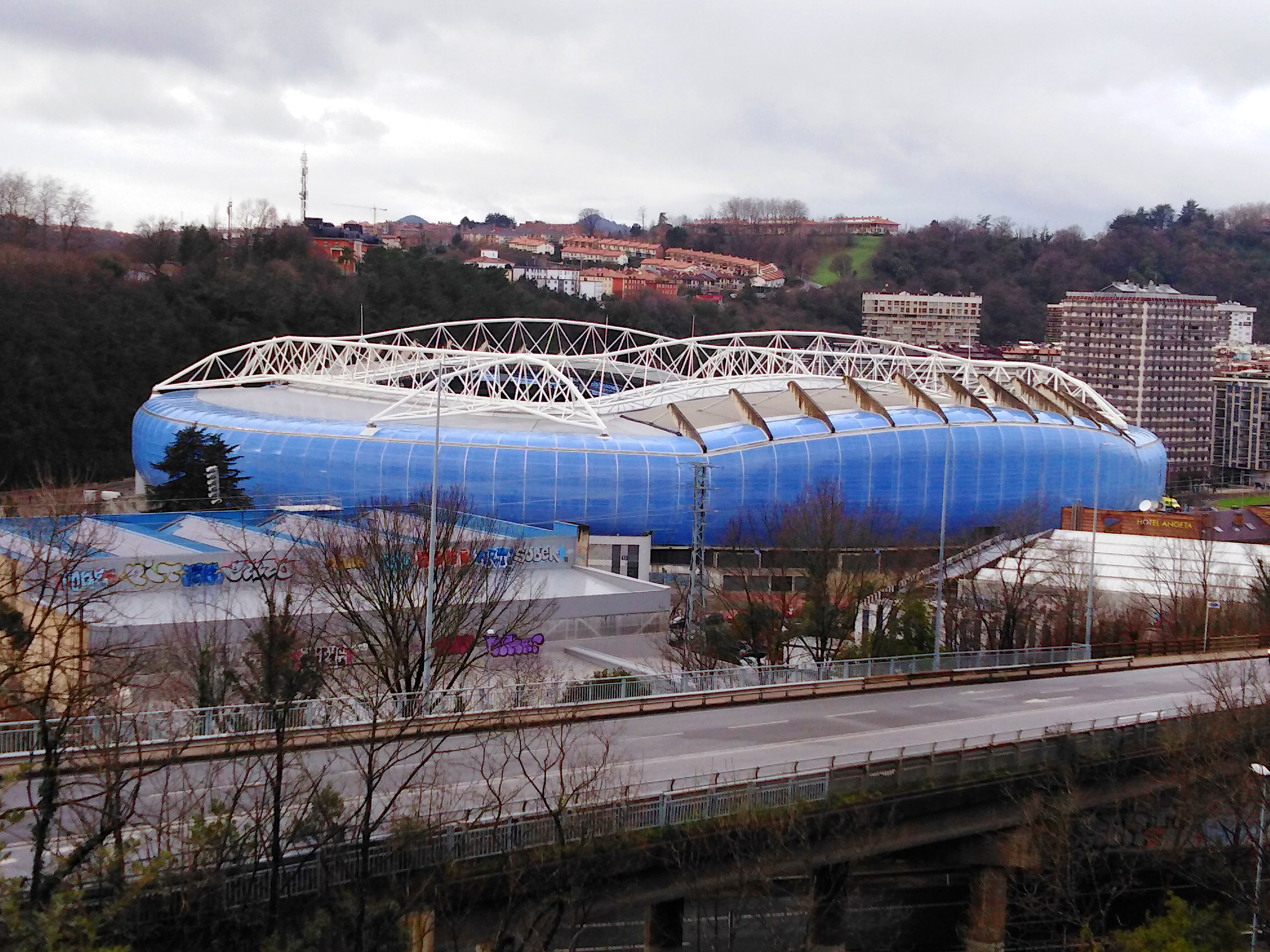
Estádio Anoeta.

- Troféu Reino de Navarra (4): 1981, 1994, 2001, 2010.
- Troféu Villa de Gijón (2): 1969, 2000.
- Torneio Internacional de San Sebastián (1): 1923.
- Troféu Ciudad de San Sebastián (1): 1967.
- Troféu Concepción Arenal (1): 1979.
- Troféu Costa Brava (1): 1980.
- Troféu Luis Bermejo (Badajoz) (1): 1997.
- Troféu Teide (1): 2009.
- Troféu Diputación Foral de Álava (1): 2018.

## Recordes de partidas
| #   | País    | Jogador                | Período   | Jogos |
| --- | ------- | ---------------------- | --------- | ----- |
| 1º  | Espanha | Alberto Górriz         | 1979-1993 | 599   |
| 2°  | Espanha | Juan Antonio Larrañaga | 1980-1994 | 589   |
| 3º  | Espanha | Jesús María Zamora     | 1974-1989 | 588   |
| 4º  | Espanha | Luis Miguel Arconada   | 1974–1989 | 551   |
| 5º  | Espanha | Xabi Prieto            | 2003–2018 | 531   |
| 6º  | Espanha | Miguel Fuentes         | 1939–1959 | 495   |
| 7º  | Espanha | Roberto López Ufarte   | 1974–1989 | 474   |
| 8º  | Espanha | Agustín Gajate         | 1977-1992 | 469   |
| 9º  | Espanha | Inaxio Kortabarria     | 1971-1985 | 442   |
| 10º | Espanha | Mikel Aranburu         | 1997-2012 | 427   |

## Maiores artilheiros

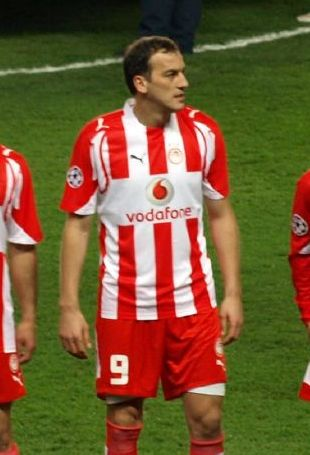
Darko Kovacevic, jogador da Real Sociedad entre 1996–1999 e 2001-2007.

| #   | País    | Jogador                  | Período             | Gols |
| --- | ------- | ------------------------ | ------------------- | ---- |
| 1º  | Espanha | Jesús María Satrústegui  | 1973-1986           | 162  |
| 2°  | Espanha | Roberto López Ufarte     | 1974-1989           | 129  |
| 3º  | Espanha | Cholin                   | 1927-1940           | 127  |
| 4º  | Espanha | Mikel Oyarzabal          | 2015-               | 115  |
| 5º  | Espanha | Sebastián Ontoria        | 1941–1955           | 114  |
| 6º  | Espanha | Paco Bienzobas           | 1926–1934 1940–1942 | 109  |
| 7º  | Sérvia  | Darko Kovačević          | 1996–1999 2001–2007 | 107  |
| 8º  | Espanha | Pedro Uralde             | 1979–1986           | 100  |
| 9º  | Espanha | José Mari Bakero         | 1980-1988           | 91   |
| 10º | Espanha | José Maria Pérez Medrano | 1937–1938 1941–1955 | 84   |

## Elenco atual
Última atualização: 01 de setembro de 2024.